# Port lotniczy Læsø
Port lotniczy Læsø – port lotniczy położony na wyspie Læsø, w Danii.

## Kierunki lotów i linie lotnicze
| Linia lotnicza     | Kierunek              |
| ------------------ | --------------------- |
| Copenhagen AirTaxi | 1. Anholt 2. Roskilde |